# 23 محرم
- السبت
- الأحد
- الاثنين
- الثلاثاء
- الأربعاء
- الخميس
- الجمعة

- 306 يوليو 2024
- 17 يوليو 2024
- 28 يوليو 2024
- 39 يوليو 2024
- 410 يوليو 2024
- 511 يوليو 2024
- 612 يوليو 2024
- 713 يوليو 2024
- 814 يوليو 2024
- 915 يوليو 2024
- 1016 يوليو 2024
- 1117 يوليو 2024
- 1218 يوليو 2024
- 1319 يوليو 2024
- 1420 يوليو 2024
- 1521 يوليو 2024
- 1622 يوليو 2024
- 1723 يوليو 2024
- 1824 يوليو 2024
- 1925 يوليو 2024
- 2026 يوليو 2024
- 2127 يوليو 2024
- 2228 يوليو 2024
- 2329 يوليو 2024
- 2430 يوليو 2024
- 2531 يوليو 2024
- 261 أغسطس 2024
- 272 أغسطس 2024
- 283 أغسطس 2024
- 294 أغسطس 2024
- 15 أغسطس 2024
- 26 أغسطس 2024
- 37 أغسطس 2024
- 48 أغسطس 2024
- 59 أغسطس 2024

23 مُحرَّم أو 23 مُحرَّم الحرام أو يوم 23 \ 1 (اليوم الثالث والعشرين من الشهر الأوَّل) هو اليوم الثالث والعشرين من أيَّام السنة وفق التقويم الهجري القمري (العربي). يبقى بعده 331 أو 332 يومًا لانتهاء السنة.

## أحداث
- 767هـ - ملك قبرص بطرس الأول يشن هجومًا على الإسكندرية بعد مباركة البابا لهذه الخطوة، وينهب ويخرب المدينة بالكامل.
- 872هـ - السلطان الظاهر خشقدم يعين الأمير أزبك رأس نوبة النوب الظاهري، والأمير جانبك حاجب الحجاب الأشرفي المعروف بقلقسيز، وصحبتهما أربعة من أمراء العشرات، وعدة مماليك من المماليك السلطانية، لقتال مبارك شيخ عرب بني عقبة ومن معه من الأعراب.
- 897هـ -
  - بدء حصار غرناطة آخر معاقل المسلمين في الأندلس.
  - أبو عبد الله محمد الثاني عشر آخر ملوك بني نصر يوقّع اتفاقية يتنازل فيها عن عرش مملكة غرناطة ليسقط بذلك آخر معاقل المسلمين في الأندلس.
- 1215هـ - بدء محاكمة سليمان الحلبي لقتله قائد الحملة الفرنسية في مصر الجنرال كليبر.
- 1300هـ - بدء محاكمة زعماء الثورة العرابية في مصر.
- 1322هـ - فرنسا تعقد مع بريطانيا معاهدة الاتفاق الودي التي أعطت فرنسا حرية العمل في المغرب.
- 1336هـ -
  - تصريح رئيس الوزراء البريطاني آرثر جيمس بلفور بإنشاء وطن قومي لليهود في فلسطين.
  - القوات البريطانية بقيادة الجنرال إدموند ألنبي تتمكن من الاستيلاء على قطاع غزة بفلسطين من القوات العثمانية.
- 1337هـ - الدولة العثمانية في عهد حكومة الاتحاديين توقع معاهدة هدنة استسلامية مع الحلفاء بعد انتهاء الحرب العالمية الأولى.
- 1345هـ - تأسيس حزب الرابطة المغربية في منطقة الريف المغربي، الذي طرح العمل السياسي بدلاً من العمل أو الحل العسكري للتعامل مع الاستعمار الإسباني في منطقة الريف.
- 1349هـ - الملك فؤاد الأول يصدر قرارًا بتعيين إسماعيل صدقي باشا رئيسًا للوزارة خلفًا لمصطفى النحاس باشا.
- 1354هـ - استقالة الإمام محمد الأحمدي الظواهري من مشيخة الجامع الأزهر.
- 1365هـ - الشيخ مصطفى عبد الرازق يتولى مشيخة الجامع الأزهر.
- 1408هـ - الشرطة المصرية تقتحم منزل محمود نور الدين زعيم منظمة ثورة مصر الناصرية، وتحقق معه في القضية رقم 714 لسنة 1987م أمن دولة عليا، المتهم فيها أعضاء المنظمة باغتيال عدد من الشخصيات الإسرائيلية والأمريكية بالقاهرة.
- 1415هـ - ياسر عرفات يعود إلى قطاع غزة بعد 27 سنة في المنفى.
- 1424هـ - تعرض مجمع سوق شرق التجاري في مدينة الكويت لاعتداء صاروخي عراقي وذلك أثناء حرب الخليج الثالثة، ولم يؤدي الحادث إلى وقوع ضحايا واقتصرت الأضرار على الماديات فقط.
- 1425هـ - إجراء أول انتخابات تشريعية في اتحاد جزر القمر، وذلك بمشاركة حوالي 255 ألفًا و160؛ لانتخاب نواب المجالس النيابية في الجزر الثلاث المستقلة للاتحاد، وهي: انجوان، وجزر القمر الكبرى، وموهيلي.
- 1426هـ - افتتاح مصلى يهودي جديد جنوبي حائط البراق لليهود المحافظين ليكرس السيطرة على المسجد الأقصى.
- 1427هـ - تفجير ضريح الإمامين العسكريين وهي عملية تفجير منظمة استهدفت ضريح الإمامين علي الهادي والحسن العسكري في سامراء في العراق مما أدى إلى انهيار القبة الخاصة بالضريح التي تعتبر واحدة من أكبر قباب العالم الإسلامي.
- 1430هـ -
  - أمير الكويت الشيخ صباح الأحمد الجابر الصباح يفتتح القمة العربية الاقتصادية والتنموية والاجتماعية الأولى من نوعها في الكويت بحضور 17 من الرؤساء العرب وأمين عام الأمم المتحدة بان كي مون ورئيس السنغال عبد الله واد بصفته رئيسًا لمنظمة التعاون الاسلامي.
  - اجتماع مصالحة في الكويت بين ملك السعودية عبد الله بن عبد العزيز ورئيس سوريا بشار الأسد، وبين رئيس مصر محمد حسني مبارك أمير قطر الشيخ حمد بن خليفة بحضور أمير الكويت الشيخ صباح الأحمد وملك البحرين حمد بن عيسى وملك الأردن عبد الله الثاني وذلك بعد أن أعلن ملك السعودية عبد الله بن عبد العزيز في كلمته بافتتاح القمة العربية الاقتصادية والتنموية والاجتماعية بأن الخلافات بين الدول العربية قد انتهت.
- 1433هـ - إسرائيل تفرج عن 550 أسيراً فلسطينياً استكمالاً لـ1027 من صفقة تبادل الأسرى مع حركة حماس المعروفة بصفقة شاليط.

## مواليد
- 1330هـ - إبراهيم حمودة، ممثل ومغني مصري.
- 1345هـ - رشدي أباظة، ممثل مصري.
- 1359هـ - غازي عبد الرحمن القصيبي، شاعر وأديب وسفير ووزير سعودي.
- 1360هـ - محمود ياسين، ممثل مصري.
- 1373هـ - هلال العامري، شاعر عماني.
- 1394هـ - فيصل باجي، لاعب كرة قدم جزائري.

## وفيات
- 240هـ - أحمد بن أبي دؤاد، قاضٍ أحد أعلام الفكر في الدولة العباسية.
- 427 هـ - أبو إسحاق الثعلبي، مفسر نيسابوري.
- 1320هـ - عائشة التيمورية، كاتبة وأديبة معارضة لآراء قاسم أمين.
- 1377هـ - هادي الصائغ، فقيه ومدرس وكاتب عراقي.
- 1413هـ - سليمان فرنجية، رئيس الجمهورية اللبنانية.
- 1417هـ - عبد العزيز حسين، أديب وسياسي كويتي.
- 1429هـ -
  - مصطفى سعيد الخن، عالم مسلم وشيخ علم أصول الفقه في بلاد الشام.
  - خليل إسماعيل، ممثل كويتي.
- 1431هـ - محمود شكري، أحد قادة جماعة الإخوان المسلمون.

## وصلات خارجية
- موقع قصة الإسلام: حدث في شهر محرم.